# Uur gaans
Een uur gaans is de afstand die een wandelaar in een uur aflegt.
Deze eenheid werd voor de invoering van het metrieke stelsel veel gebruikt en ook nu ziet men weleens een wegwijzer waarop een afstand in uren is aangegeven.
Een uur gaans wordt ongeveer gelijkgesteld aan vijf kilometer.
Een andere waarde is drie boogminuten op de evenaar, gelijk aan drie zeemijlen (= ong. 5555 m).
Sommige definities van de mijl zijn gelijk aan een uur gaans.